# Arturo Barrera
Luis Arturo Barrera Miranda (1957) es un ingeniero agrónomo y político chileno, miembro del Partido Demócrata Cristiano (PDC). Se desempeñó como subsecretario de Agricultura de su país bajo el gobierno del presidente Ricardo Lagos entre 2000 y 2006. Actualmente ejerce como profesor en la Universidad Central de Chile.

## Familia y estudios
Realizó sus estudios superiores en la carrera de ingeniería agrónoma mención economía agraria en la Pontificia Universidad Católica (PUC), y luego cursó un magíster en gestión y políticas públicas en la Universidad de Chile.

## Trayectoria profesional
Ha ejercido su profesión en el sector público y privado, en las áreas como economía agraria, política agrícola, cambio climático e innovación agroalimentaria.
Durante los gobiernos de la Concertación, se desempeñó como secretario ejecutivo del Consejo de Cambio Climático y Agricultura, y como presidente del Consejo del Fondo de Promoción de Exportaciones Agropecuarias. A nivel internacional, ejerció como gerente general del Programa de Innovación del Instituto Interamericano de Cooperación para la Agricultura.
El 11 de marzo de 2000, asumió como subsecretario de Agricultura bajo el gobierno del presidente Ricardo Lagos, donde se mantuvo durante toda la administración hasta marzo de 2006.